# Bushranger

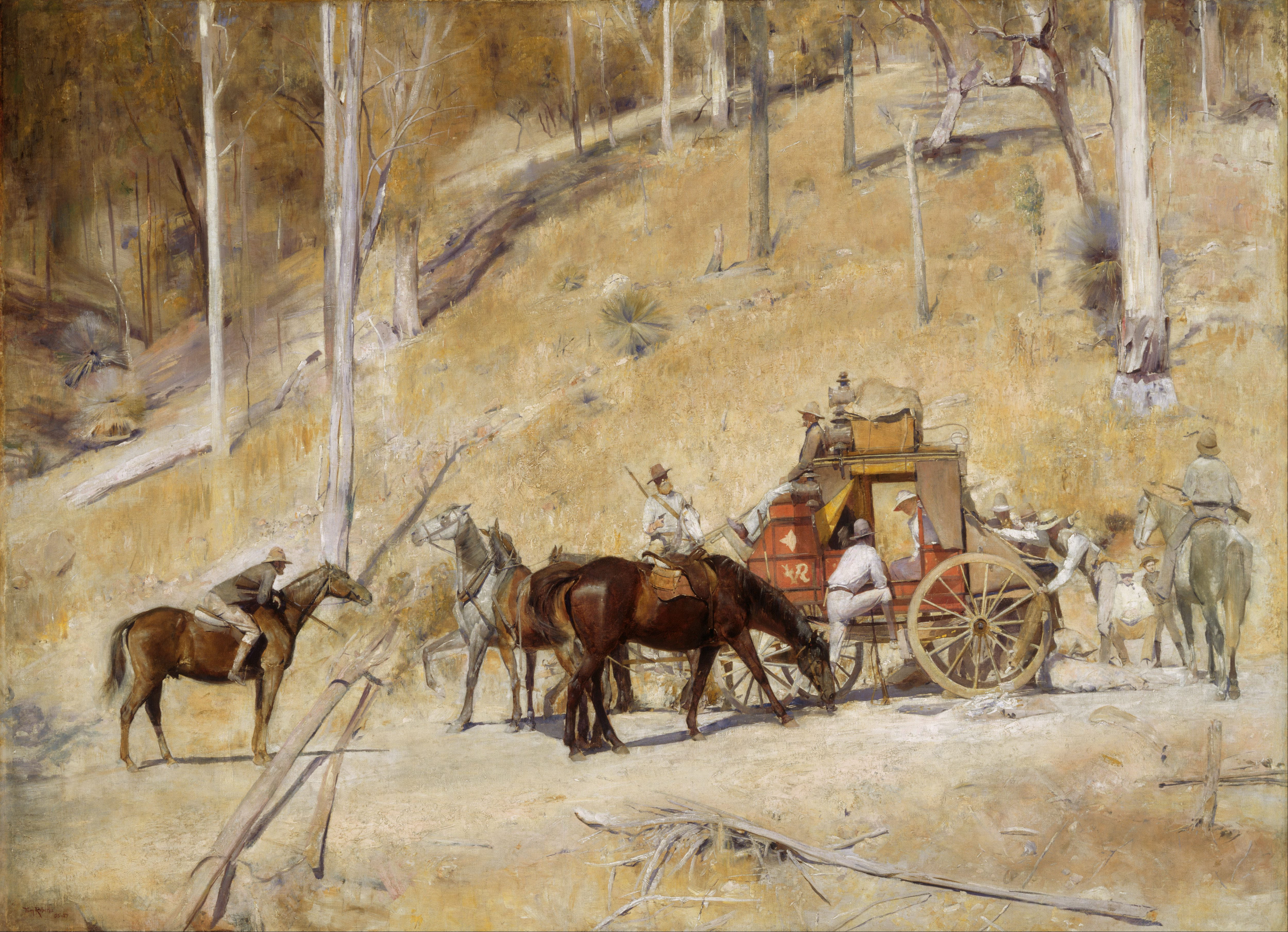
Unos bushrangers asaltando una diligencia. Bailed up, óleo del pintor australiano Tom Roberts (1895).

Los bushrangers (también escrito bush rangers) eran, en los primeros tiempos de la colonización británica de Australia, los forajidos perseguidos por las autoridades que se refugiaban y se escondían en el bush del interior del país. Conseguían desarrollar las habilidades necesarias para sobrevivir en un medio a veces relativamente hostil y se dedicaban, en solitario o en bandas, a robar a los colonos y a los viajeros. La palabra bushranger se extendió posteriormente a todos los bandidos y criminales que habían escogido vivir fuera de la ley y que usaban el bush como base de operaciones. Son el equivalente australiano de los bandoleros españoles, los highwaymen británicos y los outlaws estadounidenses. Se dedicaban, entre otros delitos, a asaltar bancos de pequeños poblados o coches de correos.
En algunas etapas de la historia de Australia los bushrangers se convirtieron en personajes legendarios y en héroes valerosos que se atrevían a desafiar a los poderosos y a la policía. Este mito ha perdurado de alguna manera hasta el siglo XXI.

## Historia
Los primeros bushrangers eran presos escapados de los penales de Tasmania, donde eran llamados convict bolters o bolters. El fenómeno se extendió a Australia donde se estima que más de 2000 bushrangers recorrieron el país desde los primeros bolters de Tasmania hasta la captura del último bushranger, Ned Kelly, en 1880 en el pueblo australiano de Glenrowan.

### 1788-década de 1840: los convictos evadidos
La isla llamada entonces Tierra de Van Diemen, la futura Tasmania, fue colonizada en un principio para instalar allí los penales y campos de internamiento donde aislar a los convictos más peligrosos de Australia. El primer penal, creado en Macquarie Harbour, estaba rodeado de un denso bosque donde era fácil esconderse y difícil para las autoridades encontrar a alguien. Por este motivo se construyó un nuevo penal en Port Arthur, una pequeña península a la que se accedía por un istmo estrecho. Los presos escapados se reagrupaban en pequeñas bandas para sobrevivir más fácilmente, pero entre 1805 y 1814 una banda de más de cien bolters (liderada por John Whitehead y Michael Howe) asoló la Tierra de Van Diemen.
En las dos primeras décadas del siglo XIX, Australia aún era ante todo una colonia penal para Inglaterra que deportaba allí buena parte de su población carcelaria. En Nueva Gales del Sur, bajo la administración del gobernador Lachlan Macquarie, se empezó a emplearles en obras públicas y darles oportunidades de reinsertarse en la sociedad civil convirtiéndoles en colonos, pero el número de presos deportados desde Europa se multiplicó por diez y resultó cada vez más difícil absorberles a todos. Muchos escapaban al bush donde vivían de rapiña, y en 1830 el número de bushrangers era tan elevado que el gobierno de Nueva Gales del Sur aprobó el Bushranger Act que permitía a la población civil, y no sólo a la policía, detener a cualquiera que fuese sospechoso de ser un preso evadido. La ley provocó un profundo malestar en la sociedad, dado que muchos colonos recién llegados aún no disponían de documentación y no podían demostrar que no eran presos evadidos o busrangers cuando eran detenidos.
John Black Caesar es generalmente considerado como el primer bushranger notorio. Se escapó en varias ocasiones del penal de Sidnay Cove antes de que un colono le matara de un disparo en 1796.
Bold Jack Donahue por su parte fue el último bushranger que era un preso evadido. Unos periódicos de 1827 relatan sus ataques a lo largo de la carretera que enlaza Sídney con Windsor (Nueva Gales del Sur), y fue el bushranger más célebre de los años 1830. Fue también el primero en ser idealizado en las baladas folclóricas llamadas "baladas del bush" que hicieron de él un héroe romántico.

### Década de 1850: la fiebre del oro

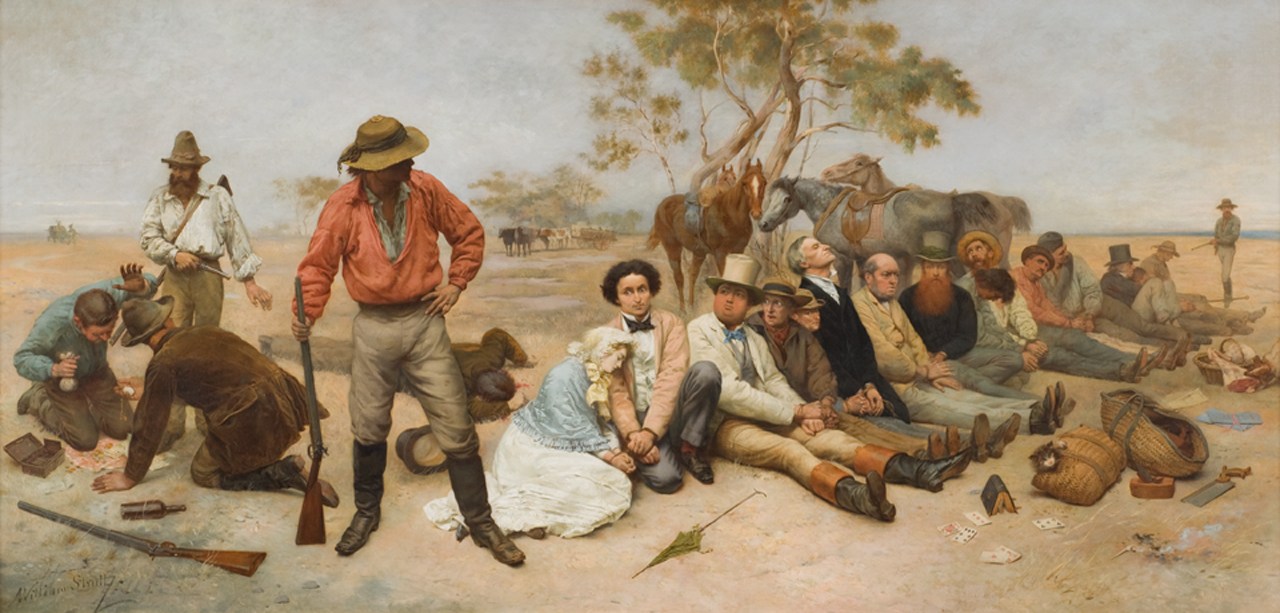
Bushrangers on the St Kilda Road (Bushrangers en la carretera de St Kilda), óleo de William Strutt (1887). El asalto representado tuvo lugar en 1852. En esa carretera del Estado de Victoria se perpetraron numerosos robos en la época de la fiebre del oro.

La gran época de los bushrangers coincidió con la fiebre del oro que conmocionó Australia a partir de 1851, año en el que se descubrió oro en Nueva Gales del Sur y en los montes del centro del Estado de Victoria. Las minas y los asentamientos mineros se encontraban a menudo muy aislados y alejados de los principales centros urbanos, multiplicando así las oportunidades de atacar los cargamentos de oro y a los nuevos colonos enriquecidos por el comercio de metal precioso. La policía, incompetente y corrupta, no conseguía mantener el orden ni controlar la situación. Además, en aquellos años la llamada del oro mermaba sus efectivos y muchos eran los policías que optaban por unirse a los buscadores de oro.
Desde 1852, la policía empezó a utilizar rastreadores aborígenes para formar cuerpos de policía nativa que ayudaban a escoltar los transportes de oro que bajaban hacia Melbourne, y a proteger los asentamientos mineros, pero el experimento no duró y terminó al año siguiente.
Esta segunda ola de bushrangers era muy distinta a la anterior, y sus miembros pertenecían a la segunda generación de colonos australianos. Nacidos en Australia, muchos eran hijos de colonos pobres del bush o hijos de exconvictos, por lo que estaban perfectamente familiarizados con un medio generalmente considerado como hostil. A algunos les movía su sentido de la justicia social, otros sólo pensaban en enriquecerse y ganar notoriedad, pero a todos les unía el odio por la autoridad y su gusto por la aventura. No se sabe con certeza cuántos fueron, pero las fuentes admiten que en algunos momentos pudo haber hasta varios centenares de bushrangers en activo.

### Décadas de 1860 y 1870
En aquellos años la actividad de los bushrangers se concentró en Nueva Gales del Sur, en los valles de los ríos Lachlan y Murray, y alrededor de las ciudades de Forbes, Yass y Cowra. Frank Gardiner, John Gilbert y Ben Hall eran los jefes de las bandas más conocidas y peligrosas. Entre otros bushrangers destacaban también el llamado Capitán Thunderbolt y Dan Morgan cuya violencia a menudo gratuita empezó a desacreditar en parte la causa de los bushrangers entre la población.
Para acabar con los bushrangers, el gobierno de Nueva Gales del Sur modificó el Outlawry Act' Felons, la ley que permitía declarar fuera de la ley a los delincuentes más perseguidos. Por el nuevo Felons' Apprehension Act la Corte Suprema revocaba los derechos ciudadanos de los bushrangers, y les privaba de la presunción de inocencia. Los delincuentes eran considerados legalmente culpables sin haber sido enjuiciados, y a partir de 1878 eran pasibles de ser ejecutados "legalmente" por cualquier ciudadano si habían cometido asesinatos.

### De 1880 alsigloXX
A partir de 1880, los bushrangers tuvieron cada vez más dificultades en escapar de la presión policial cuya eficacia había mejorado. Otros factores actuaron en contra de ellos, como el avance y el perfeccionamiento de los asentamientos colonos, y el desarrollo de los transportes por ferrocarril y de la tecnología de las telecomunicaciones, como el telégrafo.

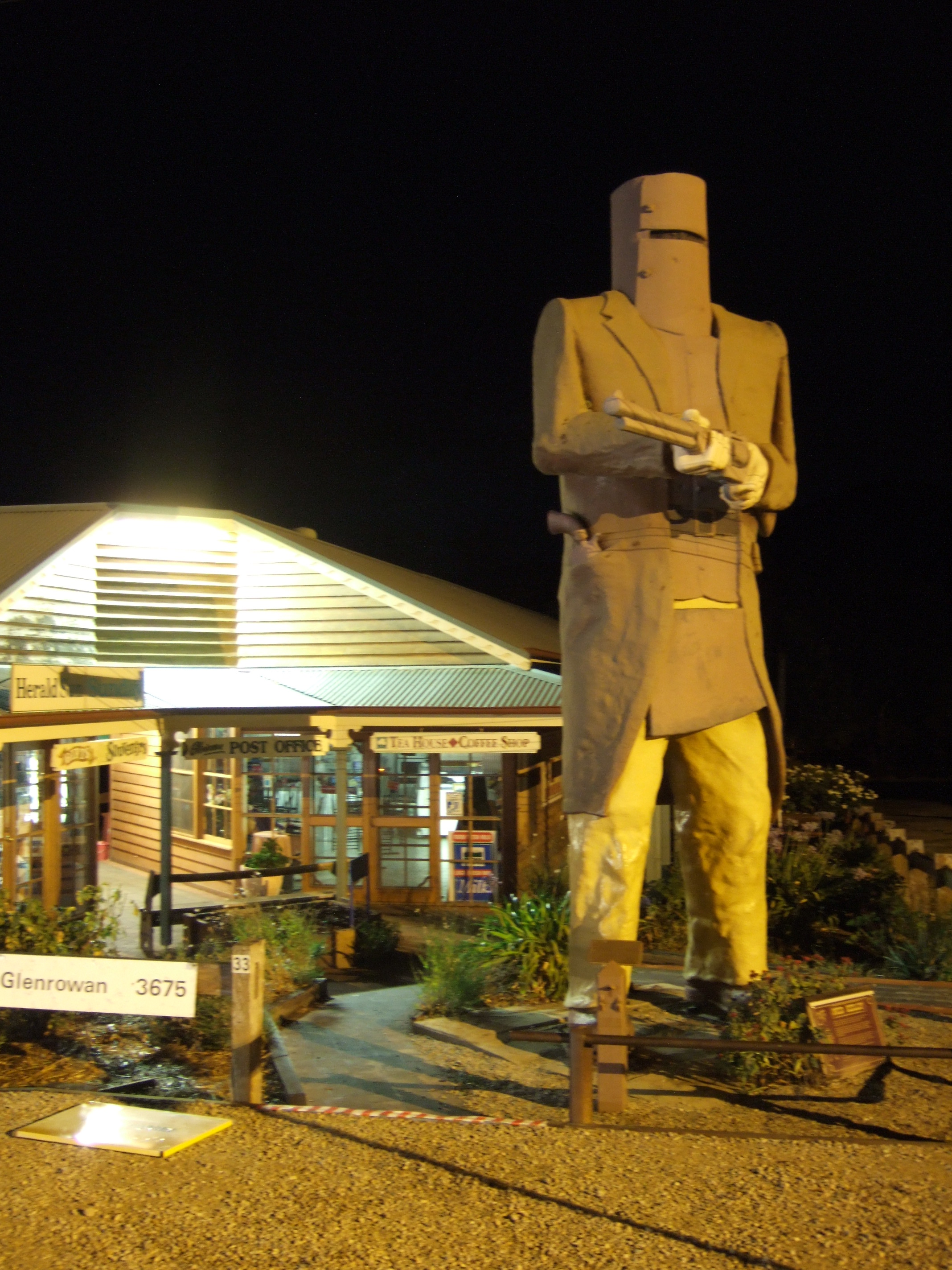
Estatua de Ned Kelly con su armadura protectora en el pueblo de Glenrowan, donde fue arrestado.

Entre los últimos grandes bushrangers se encuentra la banda de Ned Kelly, el bushranger de más notoriedad de esa época. Fueron capturados en 1880 en Glenrowan, dos años después de que la Corte Suprema les declarara fuera de la ley. En 1900, los hermanos Governor, dos bushrangers aborígenes, todavía actuaban en el norte de Nueva Gales del Sur.

## La leyenda de losbushrangers
La popularidad de los bushrangers australianos se debe en parte al hecho de que se enfrentaban a unas autoridades coloniales percibidas como injustas y duras por los colonos pobres. Algunos bushrangers, y en particular Ned Kelly en su famosa carta escrita durante el ataque al pueblo de Jerilderie y durante su batalla final en Glenrowan, se presentaban como unos rebeldes políticos. La actitud de los australianos hacia los bushrangers siempre ha sido ambigua y tampoco ha sido nunca unánime.
Al igual que los gánsteres norteamericanos fueron retratados en numerosas películas del oeste, los bushrangers aparecen frecuentemente en la literatura, la música, el cine y la televisión australianos.
Bold Jack Donohue fue el primero en inspirar baladas sobre el bush. La novela Robbery Under Arms, de Thomas Alexander Browne (publicada bajo el seudónimo Rolf Boldrewood), fue una de las primeras novelas cuyos protagonistas eran bushrangers ficticios. El periódico Sydney Mail la publicó por entregas de 1882 a 1883, y el éxito fue tal que inspiró varias películas y series televisivas.
El personaje de Ned Kelly protagonizó el primer largometraje de la historia del cine, The Story of the Kelly Gang, realizado en 1906. En el remake de 1970, Ned Kelly, de Tony Richardson, fue interpretado por Mick Jagger.
Dan Mad Dog Morgan fue protagonista de la película Mad Dog Morgan (1976), e interpretado por Dennis Hopper.
Ben Hall y su banda también inspiraron varias canciones populares australianas.